# Newcastle-i repülőtér (Ausztrália)
A Newcastle-i repülőtér (IATA: NTL, ICAO: YWLM) Ausztrália egyik nemzetközi repülőtere, amely Newcastle közelében található. Éves utasforgalma 1 023 312 fő (2022).

## Futópályák
A repülőtér futópályái: 

## Forgalom
Az utasforgalom az elmúlt években az alábbi módon változott:
| Utasok száma | 138 240 | 40 166 | 90 537 | 121 056 | 216 464 | 892 721 | 1 185 967 | 1 168 543 | 1 253 869 | 1 023 312 |
|              | 1985    | 1989   | 1993   | 1997    | 2001    | 2006    | 2010      | 2014      | 2018      | 2022      |

## Légitársaságok és úticélok
2025-ben a Newcastle-i repülőtérről az alábbi járatok indulnak (Utoljára frissítve: 2025-02-23):
| Légitársaság         | Célállomások                                       |
| -------------------- | -------------------------------------------------- |
| Eastern Air Services | Lord Howe Island                                   |
| FlyPelican           | Ballina, Canberra, Narrabri, Sydney                |
| Jetstar              | Brisbane, Gold Coast, Melbourne Szezonális: Cairns |
| Link Airways         | Canberra                                           |
| QantasLink           | Adelaide, Brisbane, Melbourne                      |
| Virgin Australia     | Brisbane, Melbourne                                |